# Príncep Eugeni
El príncep Eugeni Napoleó Nicolau de Suècia i Noruega, duc de Närke, conegut popularment com el Príncep Eugeni (1 d'agost de 1865 – 17 d'agost de 1947) va ser un noble suec dedicat a la pintura, el col·leccionisme d'art i com a marxant d'artistes.

## Biografia
Va néixer a castell de Drottningholm com el quart i fill més jove del príncep Òscar, duc d'Östergötland. La seva mare era Sofia de Nassau. El príncep se li va concedir el títol de duc de Närke. Fins que el seu pare no va accedir als trons de Suècia i Noruega com a Òscar II de Suècia, el duc de Närke era el quart dins la línia de successió al tron. Tanmateix, estava més interessat a pintar que a regnar.

## Noruega
El duc de Närke era un gran admirador de la natura noruega i sovint va visitar Christiania (més tard anomenada Oslo). Les seves cartes mostren que va preferir el seu ambient artístic que al més rigorós d'Estocolm. La majoria d'amics noruecs varen ser els notables pintors Erik Werenskiold i Gerhard Munthe; va estar connectat amb ells i amb Noruega fins a la seva mort.
El 21 de gener de 1904, el príncep Eugeni va ser nomenat Cavaller del Lleó Noruec de mans del seu pare. El 1905, tanmateix, la unió personal entre Noruega i Suècia va ser trencada pel Parlament de Noruega. L'escriptor Bjørnstjerne Bjørnson va esmentar la possible candidatura d'Eugeni per al tron de Noruega. Un altre escriptor, Knut Hamsun, ja hi havia suggerit el 1893 al príncep com a candidat adequat. El seu pare, tanmateix, va rebutjar permetre qualsevol dels seus fills d'ocupar el tron noruec.
El príncep Eugeni va ser l'únic pintor suec representat a l'exposició d'Oslo de 1904. L'explicació és que ell va seguir com a príncep de Noruega fins al 1905 i que les seves relacions amb els artistes noruecs li van permetre ser vist com a noruec fins a la dissolució de la unió.

## Art

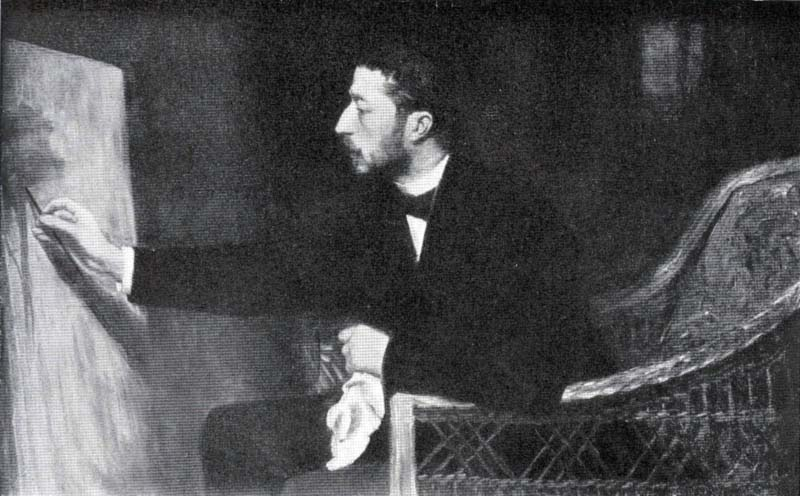
Príncep Eugeni pintant (c. 1905)

Després d'acabar els estudis elementals, Eugeni va estudiar història d'art a la Universitat d'Uppsala. Tot i que tenia el suport dels seus pares, Eugeni no va prendre la decisió per tenir una carrera fàcilment comptant en el seu estatus reial. Era molt obert i interessat en les tendències radicals de la dècada de 1880. Va esdevenir un més de la majoria de pintors de paisatge prominents a l'època. Va ser format inicialment en la pintura per Hans Gude i Wilhelm von Gegerfelt. Entre 1887 i 1889, va estudiar a París amb Léon Bonnat, Alfred Philippe Roll, Henri Gervex i Pierre Puvis de Chavannes. La simplicitat clàssica de Puvis de Chavannes va tenir la influència més gran a l'obra d'Eugeni. Es va dedicar enterament a la pintura de paisatge, esdevenint un dels més prominents d'aquest estil de l'època. Va estar principalment interessat en el llac Mälaren, a la regió d'Estocolm (i també a Tyresö, on passava els seus estius), Västergötland (especialment a Örgården, una altra residència d'estiu) i Skåne (especialment Österlen).

### Galeria d'obres del príncep Eugeni

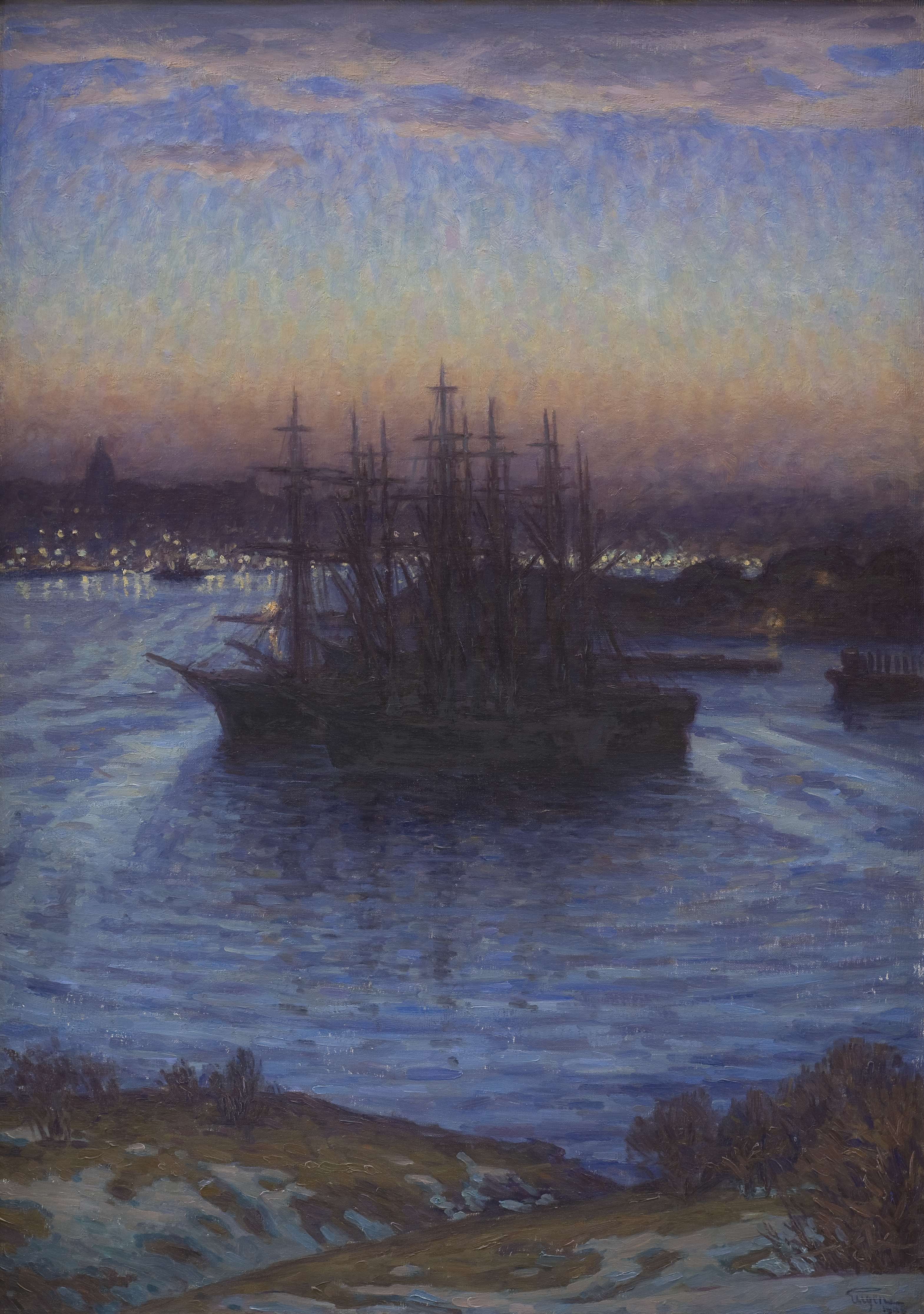
Pintura d'un vaixell ancorat
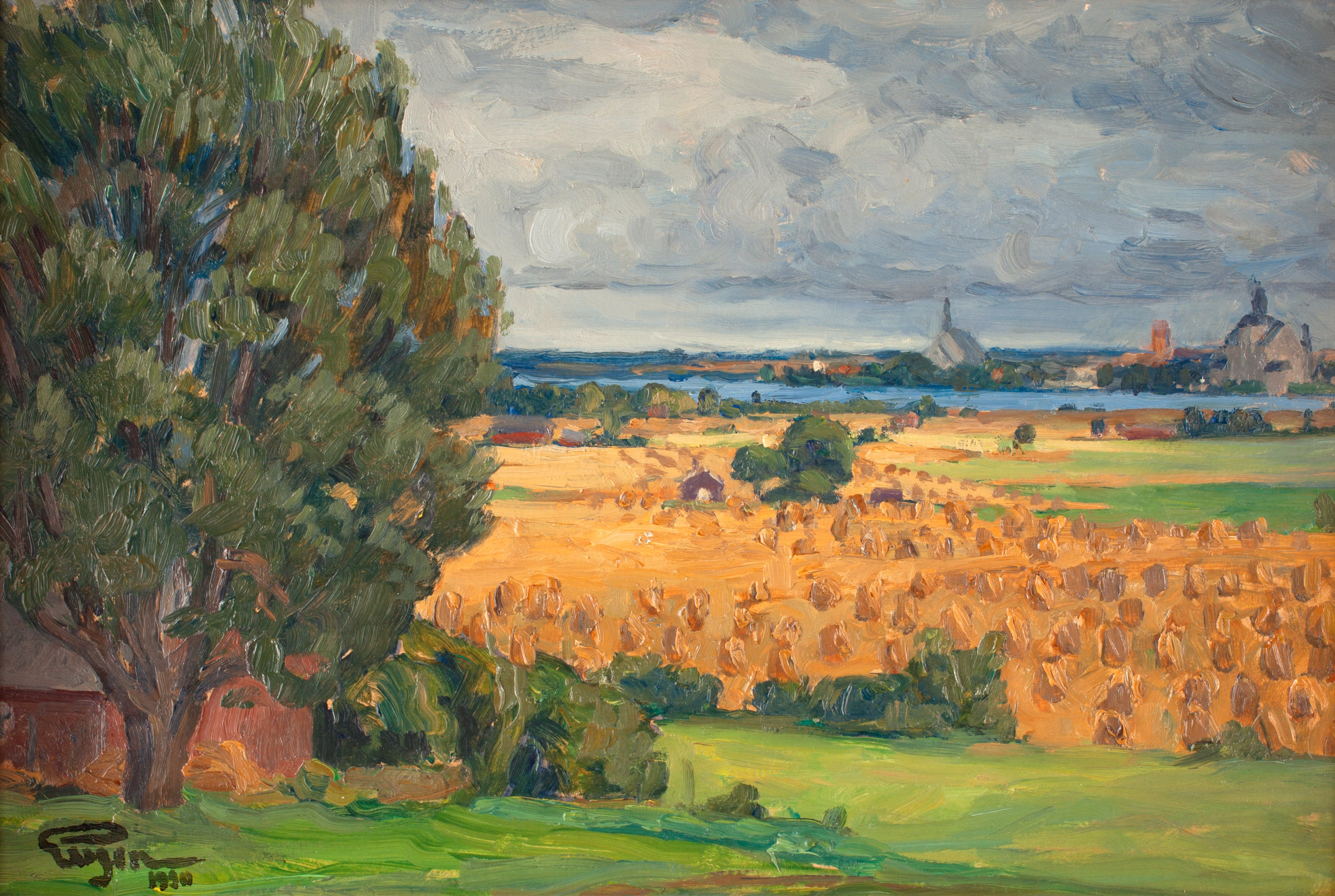
Vista dels camps circumdants de Vadstena
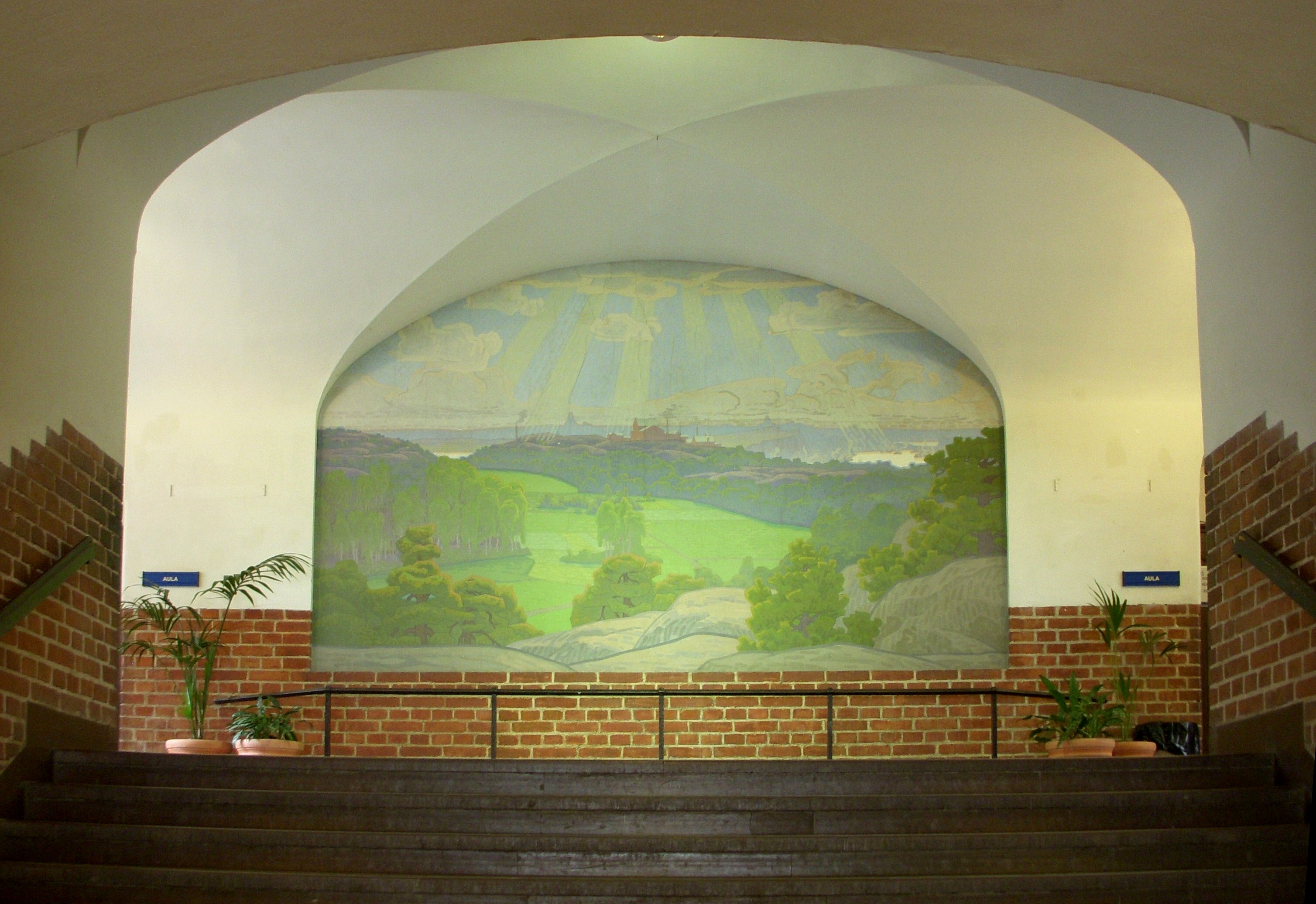
Östra Reals Gimnàs
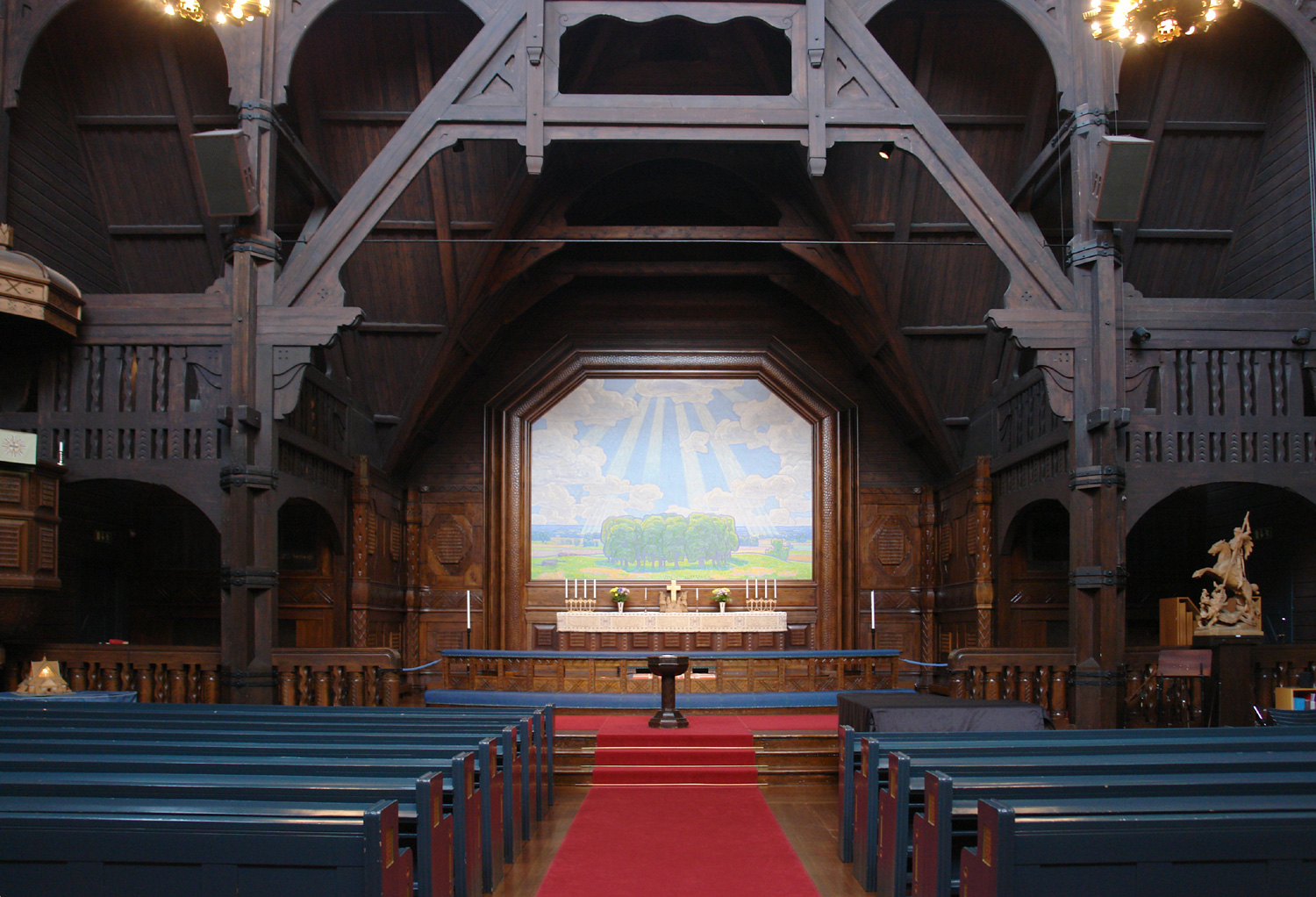
Església de Kiruna
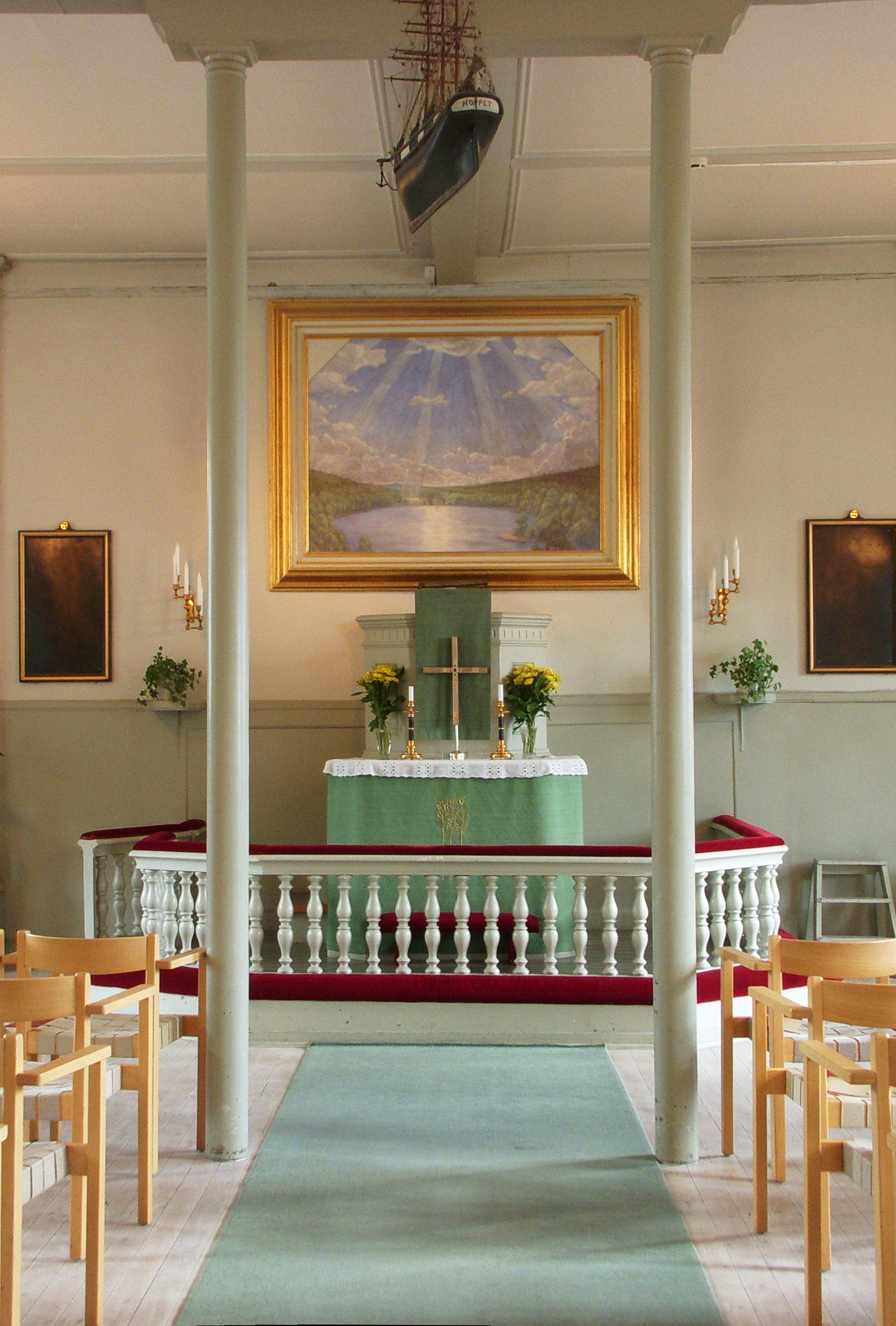
Església de Djurgård
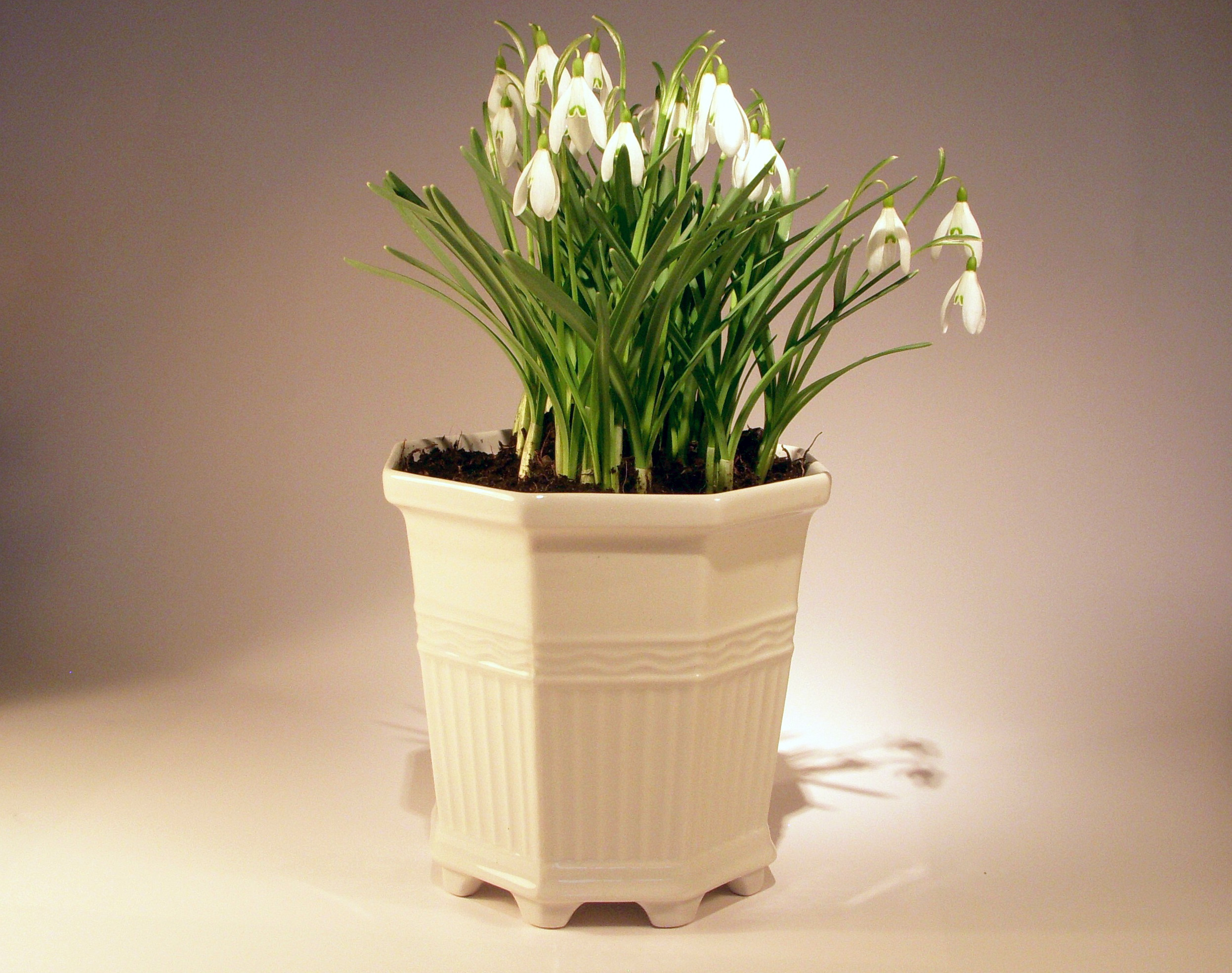
Recipient de flor en porcellana dissenyada pel Príncep Eugeni, popular dins Suècia.

## Mort i llegat
El príncep Eugeni va comprar Waldemarsudde, a Djurgården dins Estocolm, el 1899 i va tenir una residència construïda per l'arquitecte Ferdinand Boberg. Després que la seva mort al castell de Drottningholm el 17 d'agost de 1947, la residència va esdevenir un museu d'art, i d'acord amb la seva voluntat, propietat de l'estat.

## Escuts

Escut d'armes com a Príncep de Suècia i Noruega, duc de Närke, 1865 a 1905
Escut d'armes com a Príncep de Suècia i duc de Närke, 1905 a 1947
Monograma reial del Príncep Eugeni de Suècia